# Indischer Wasserfreund
Der Indische Wasserfreund (Hygrophila polysperma) ist eine Pflanzenart aus der Gattung Wasserfreunde innerhalb der Familie der Akanthusgewächse (Acanthaceae). Diese Sumpfpflanze spielt eine Rolle in der Aquaristik, wo er zu den genügsamsten und ausdauerndsten Aquarienpflanzen zählt.

## Beschreibung
Der Indische Wasserfreund hat niederliegende oder aufrechte Sprossen. Unter Wasser wird er 15 bis 50 Zentimeter hoch. Der zwischen einem und zwei Millimeter dicke Stängel ist kahl. Die Blätter stehen kreuzgegenständig und sind entweder kurz gestielt oder sitzen direkt am Stängel. Die Blattfarbe und Blattform sind variabel. Die Blattform ist dabei abhängig vom züchterischen Einfluss. Wildformen haben eher schmal elliptische Blätter; einige Zuchtformen weisen schmalblättrigere Wuchsformen auf. Diese Blattform tritt aber auch bei dem nah verwandten Weidenblättrigen Wasserfreund (Hygrophila salicifolia) auf.
Die Farbe der kreuzgegenständig stehenden Blätter ist abhängig vom Bodengrund. Pflanzen auf nährstoffarmem Untergrund sind hellgrün. Pflanzen, die auf tonig-lehmigem Boden stehen, können insbesondere auf der Unterseite eine rötlich-bräunliche Färbung haben. Bei Pflanzen, die als Bundware zur Bepflanzung von Aquarien gekauft werden, kann man diese Veränderung der Blattfarbe innerhalb weniger Tage beobachten. Bei gut gedüngten Aquarienböden sind die neu ausgetriebenen Blätter braun-rötlich gefärbt.
Bei guten Lichtbedingungen verzweigt sich diese Pflanze reichlich. Sie kann dann einen sehr dichten Bestand ausbilden.
Die Chromosomenzahl beträgt 2n = 32.

## Verbreitung und Gefährdung
Der Indische Wasserfreund stammt aus Indien und Bhutan. Er kommt ursprünglich auch in Afghanistan, Pakistan, Bangladesch, Nepal, Myanmar, Vietnam, China und Taiwan vor. Er ist in Mexiko, Texas und Florida ein Neophyt.
In Mexiko wurde er bislang vor allem in Kanälen gefunden, in denen das Wasser einen sehr hohen pH-Wert aufweist. Dort wächst er semi-emers, d. h., dass nur Teile der Pflanze sich im Wasser befinden.
Aufgrund ihrer weiten Verbreitung stuft die IUCN diese Art als „Least Concern“ = „nicht gefährdet“ ein.

## Taxonomie
Der Indische Wasserfreund wurde 1820 von William Roxburgh in Carey und Wallich: Flora Indica; or Descriptions of Indian Plants Band 1 Seite 120 als Justicia polysperma erstbeschrieben. Das Epitheton "polysperma" bedeuter "vielsamig"; Roxburgh hatte es gewählt, da die Kapseln 20 bis 30 Samen enthielten. Die Art wurde 1867 von Thomas Anderson in Journal of the Linnean Society. Botany Band 9 Seite 456 als Hygrophila polysperma (Roxb.) T.Anderson in die Gattung Hygrophila gestellt.

## Aquaristik

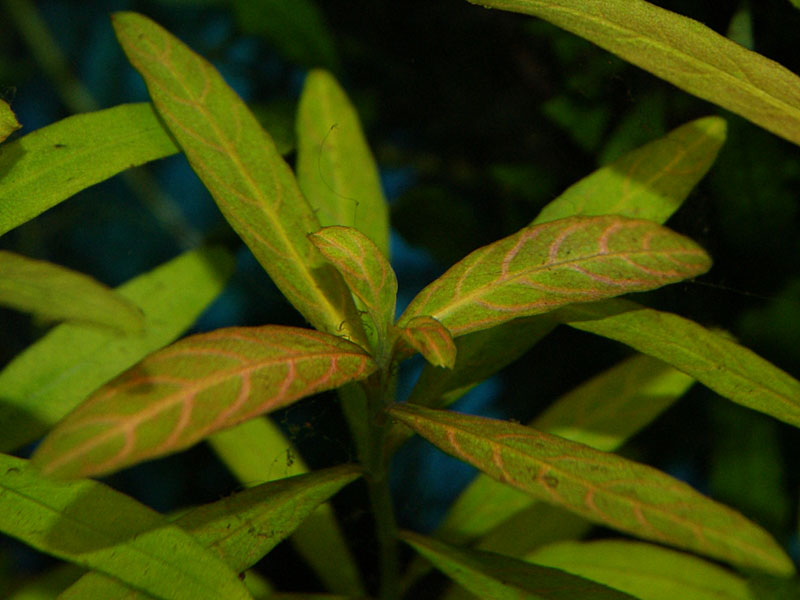
Steckling von Hygrophila polysperma 'Rosanervig' mit rosa Blattadern

Der Indische Wasserfreund gehört zu den schnell wachsenden Pflanzen, die sowohl beginnenden Aquarianern als auch zur Erstbepflanzung von Aquarien empfohlen wird. Da sie häufig als Bundware angeboten wird, ist sie verhältnismäßig preisgünstig zu erwerben. In Bundwarenform werden in der Regel mehrere Triebe verkauft, die einzeln eingepflanzt werden können. Schlecht bewurzelte Sprossen treiben dabei häufig wieder auf. Sie können mit Pflanznadeln im Boden befestigt werden. Auf diese Weise können größere Aquarienflächen schnell begrünt werden.
Sie kommt außerdem mit einem breiten Spektrum von unterschiedlichen Wasserwerten, Temperaturen und Beleuchtungsverhältnissen zurecht. Auch wenn sie in freier Natur offensichtlich hartes Wasser bevorzugt, gedeiht sie auch bei niedrigen pH-Werten. Wie alle Pflanzen benötigt auch diese Kohlenstoffdioxid. Der Bedarf der Pflanze ist jedoch so gering, dass zusätzliche Kohlenstoffdioxid-Düngung nicht nötig ist.
Der Indische Wasserfreund wächst bei Wassertemperaturen zwischen 20 und 28 °C und bildet dann sehr schnell große Bestände aus. Er wächst so schnell, dass er regelmäßig eingekürzt werden muss. Durch Einpflanzen von abgeschnittenen Seitentrieben kann er vegetativ vermehrt werden. In nur schwach beleuchteten Aquarien sind sowohl das Höhenwachstum als auch die Sprossbildung eingeschränkt. Die Blätter färben sich in oberen Wasserregionen meist braun-rot, sodass mit der Pflanze farbliche Akzente gesetzt werden können.
Im Handel ist unter dem Namen Hygrophila polysperma 'Rosanervig' – im Handel gelegentlich auch Hygrophila rosae australis genannt – eine interessant gefärbte Variante von Hygrophila polysperma erhältlich. Die Blattadern dieser Sorte sind weiß, die Blattfärbung ist rosafarben. Die Färbung wird vermutlich von einem Virus verursacht, welcher nur Hygrophila polysperma befällt und nicht auf andere Arten übertragen wird. Wahrscheinlich werden durch die Infektion nahe den Blattadern nicht genügend Chloroplasten gebildet, wodurch die Blattadern weiß erscheinen. Die weiß-bunte Panaschierung kann sich allerdings im Laufe der Zeit wieder verlieren.